# Nordic Orion
Le Nordic Orion est un vraquier danois de 225 m de long et jaugeant 75 000 tonnes, appartenant à l'armateur Nordic Bulk Carriers AS.
Il a une coque renforcée de classe glace 1A, et a été mis en service en 2011. C'est le plus gros cargo ayant franchi le passage du Nord-Ouest à ce jour.
Il a appareillé avec un chargement de charbon, de Vancouver pour la Finlande par la route maritime ouverte à la suite du réchauffement climatique.